# BMW R 16
BMW R 16 – produkowany od 1929 do 1934 dwucylindrowy (bokser) motocykl firmy BMW produkowany w pięciu seriach: seria 1: 1929-1930 (cena 2200 RM), seria 2:. 1930-1932 (cena 1880 RM), seria 3: 1931-1932 (cena 2040 RM), seria 4: 1933-1934 (cena 2040 RM), seria 5: 1934 (cena 2040 RM). Był sportową wersją modelu R11. Oba były pierwszymi motocyklami BMW wyposażonymi seryjnie w oświetlenie i prędkościomierz.
Na motocyklach tego typu firma BMW osiągnęła swój dotychczas największy sukces sportowy. Zespół w składzie Sepp Stelzer, Ernst Henne oraz Josef Mauermayer i Ludwig Kraus na motocyklu z wózkiem bocznym wygrała w Walii 15 Międzynarodową Sześciodniówke.

## Konstrukcja
Dwucylindrowy górnozaworowy silnik w układzie bokser o mocy 25(33) KM wbudowany wzdłużnie zasilany 1 gaźnikiem BMW o średnicy gardzieli 26mm (2 gaźniki AMAL 6/011 od 1932).  Suche sprzęgło jednotarczowe (od 1930 dwutarczowe) połączone z 3-biegową, ręcznie sterowaną skrzynią biegów. Napęd koła tylnego wałem Kardana. Rama z tłoczonych profili stalowych ze sztywnym zawieszeniem tylnego koła. Z przodu zastosowano hamulec bębnowy o średnicy 200mm, a z tyłu hamulec szczękowy działający na wał napędowy.  Prędkość maksymalna 120 km/h (126km/h od serii 3 w 1932)).